# Physalis crassifolia
Espèce
Statut de conservation UICN

 LC  : Préoccupation mineure
Physalis crassifolia est une espèce de plante à fleurs de la famille des morelles connue sous les noms communs de morelle jaune et de cerise de terre à feuilles épaisses.

## Description
Il s'agit d'une herbe vivace produisant une tige striée, anguleuse et ramifiée d'environ 80 cm de long, prenant une forme touffue, enchevêtrée ou érigée. Les feuilles charnues et ovales mesurent de 1 à 3 cm de long et ont des bords lisses, ondulés ou légèrement dentés. L'herbe est glandulaire et recouverte de poils courts. Les fleurs jaunes qui poussent à l'aisselle des feuilles sont largement en forme de cloche, vaguement à cinq lobes, et mesurent environ 2 cm de large. Le calice étoilé des sépales à la base de la fleur s'élargit au fur et à mesure que le fruit se développe, devenant une structure gonflée et anguleuse en forme de lanterne d'environ 2 cm de long, qui contient la baie.

## Répartition et habitat
Physalis crassifolia est originaire du sud-ouest des États-Unis et du nord du Mexique, où on la trouve dans des habitats rocheux, secs, désertiques et montagneux.

## Liste des variétés
Selon GBIF (24 septembre 2024) :
- Physalis crassifolia var. infundibularis I.M.Johnst.
- Physalis crassifolia var. versicolor (Rydb.) Waterf.

## Systématique
Le nom correct complet (avec auteur) de ce taxon est Physalis crassifolia Benth..
Physalis crassifolia a pour synonymes :
- Physalis cardiophylla Torr.
- Physalis crassifolia f. muriculata (Greene) Waterf.
- Physalis crassifolia var. cardiophylla (Torr.) A.Gray
- Physalis crassifolia var. crassifolia
- Physalis genocaulis A.Nelson
- Physalis genucaulis A.Nelson
- Physalis genuicaulis A.Nelson
- Physalis greenei Vasey & Rose
- Physalis muricata Greene
- Physalis muriculata Greene
- Physalis pedunculata Greene
- Physalis pedunculata M.Martens & Galeotti
- Physalis sonorensis Standl.